# Peleteria curtiunguls
Peleteria curtiunguls är en tvåvingeart som beskrevs av Zimin 1961. Peleteria curtiunguls ingår i släktet Peleteria och familjen parasitflugor. Inga underarter finns listade i Catalogue of Life.